# Григоревський Віталій Михайлович
Віталій Михайлович Григорівський (7 листопада 1930, Херсон — 18 січня 1981, Одеса) — український астроном, доктор фізико-математичних наук (1976), професор (1978), патріарх супутникової астрономії.

## Життєпис
У дитинстві переніс поліомієліт, наслідки якого залишилися на все життя. Член ВЛКСМ (1944–1958).
У шкільні роки захопився астрономією, що привело його в 1949 році на астрономічну спеціальність Одеського університету. Перебуваючи на студентській практиці в Абастуманській обсерваторії (Грузія), Віталій зацікавився новою тоді галуззю досліджень - поляриметричними спостереженнями зірок, а саме затемненої змінної Бета Ліри. Цим дослідженням присвячена й одна з перших наукових публікацій «Поляризація світла Бета Ліри».
Закінчив Одеський Університет кафедри астрономії, а також аспірантуру під керівництвом професора Володимира Цесевича.
З 1960 по 1971 працював у Кишиневі на кафедрі прикладної математики, на якій були організовані дослідження змінних зірок та штучних супутників землі.
Член COSPAR та Міжнародного астрономічного союзу, автор близько 80 публікацій. П
ісля повернення до Одеси (1971) захистив докторську дисертацію, був професором Одеського технологічного інституту. Основна область досліджень — змінні зірки, оптичні спостереження штучних супутників Землі. Брав участь у запуску й розкритті супутника «Ехо-2».

## Наукова діяльність
Віталій Григорівський вперше в СРСР (і, швидше за все, у світі) почав спостереження траєкторій штучних супутників землі фотометричним методом. Згодом був начальником станції оптичного спостереження (СОН) у Кишиневі.

## Праці
1. Поляризация света b Лиры // Тр. Одес. ун-та. 1956. Т. 146, вып. 4.
2. О быстрых изменениях периода вращения относительно поперечной оси второго советского ИСЗ // Докл. АН СССР. 1961. Т. 136, вып. 3.
3. О связи периода вращения спутника 1958 d1 с солнечной активностью // Искусствен. спутники Земли. 1963. Вып. 17.
4. The rotational motion of a satellite and atmospheric density determination // COSPAR Satellite Dynamics Symposium. San Paulo (Brasil), June 19–21, 1974. Berlin, 1975 (співавт.).
5. Фотометрический метод определения ориентации оси вращения и формы астероидов // ПАЖ. 1979. Т. 5 (співавт.).

## Біографія
- Gaina Alex: Біографія
- Григоревський Віталій Михайлович / В. Г. Каретников // Енциклопедія Сучасної України [Електронний ресурс] / Редкол.: І. М. Дзюба, А. І. Жуковський, М. Г. Железняк [та ін.] ; НАН України, НТШ. – К. : Інститут енциклопедичних досліджень НАН України, 2006. – Режим доступу: https://esu.com.ua/article-27085